# 相城镇
相城镇，是中华人民共和国江西省宜春市高安市下辖的一个乡镇级行政单位。区域总面积141.57平方千米。

## 行政区划
相城镇下辖以下地区：
杨柳坪社区、漳浒社区、黄笯村、华阳村、严家村、石梅村、棠山村、冷塘村、相城村、会上村、官塘村、善坊村和矿山村。